# Steckenkräuter
Die Steckenkräuter (Ferula), auch Rutenkräuter oder Riesenfenchel genannt, sind eine Pflanzengattung innerhalb der Familie der Doldenblütler (Apiaceae). Die 150 bis 185 Arten sind hauptsächlich im Mittelmeerraum von Nordafrika bis Südwest- und in Zentralasien verbreitet.

## Namensgebung
Ferula wird volksetymologisch von lateinisch ferire für „schlagen“ hergeleitet, denn es ist verbürgt, dass der leichte, trockene Stecken zum Schlagen verwendet wurde; die wahre Herkunft des Namens ist jedoch nicht bekannt.

## Beschreibung

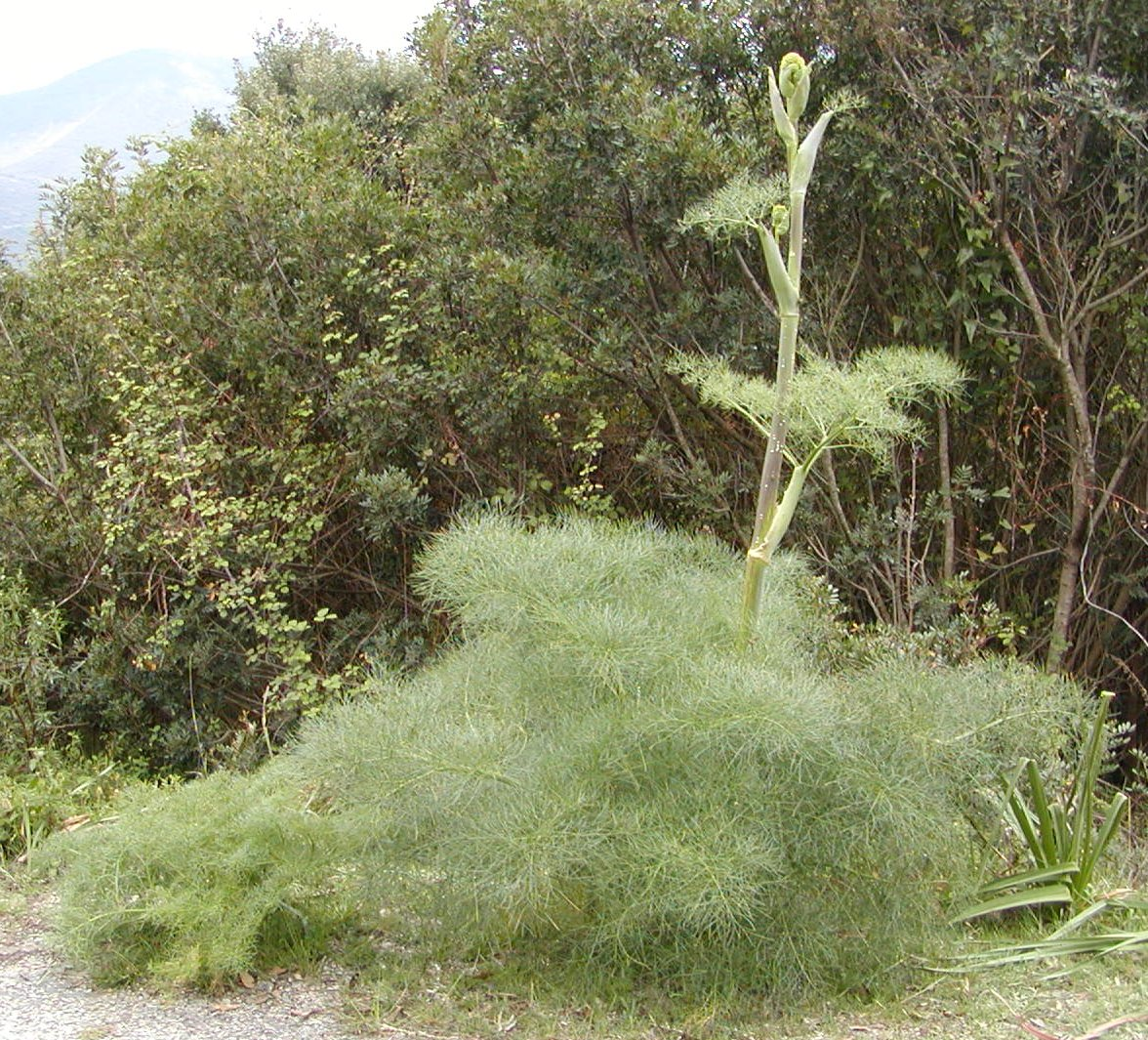
Habitus und Blätter des Riesenfenchels (Ferula communis)

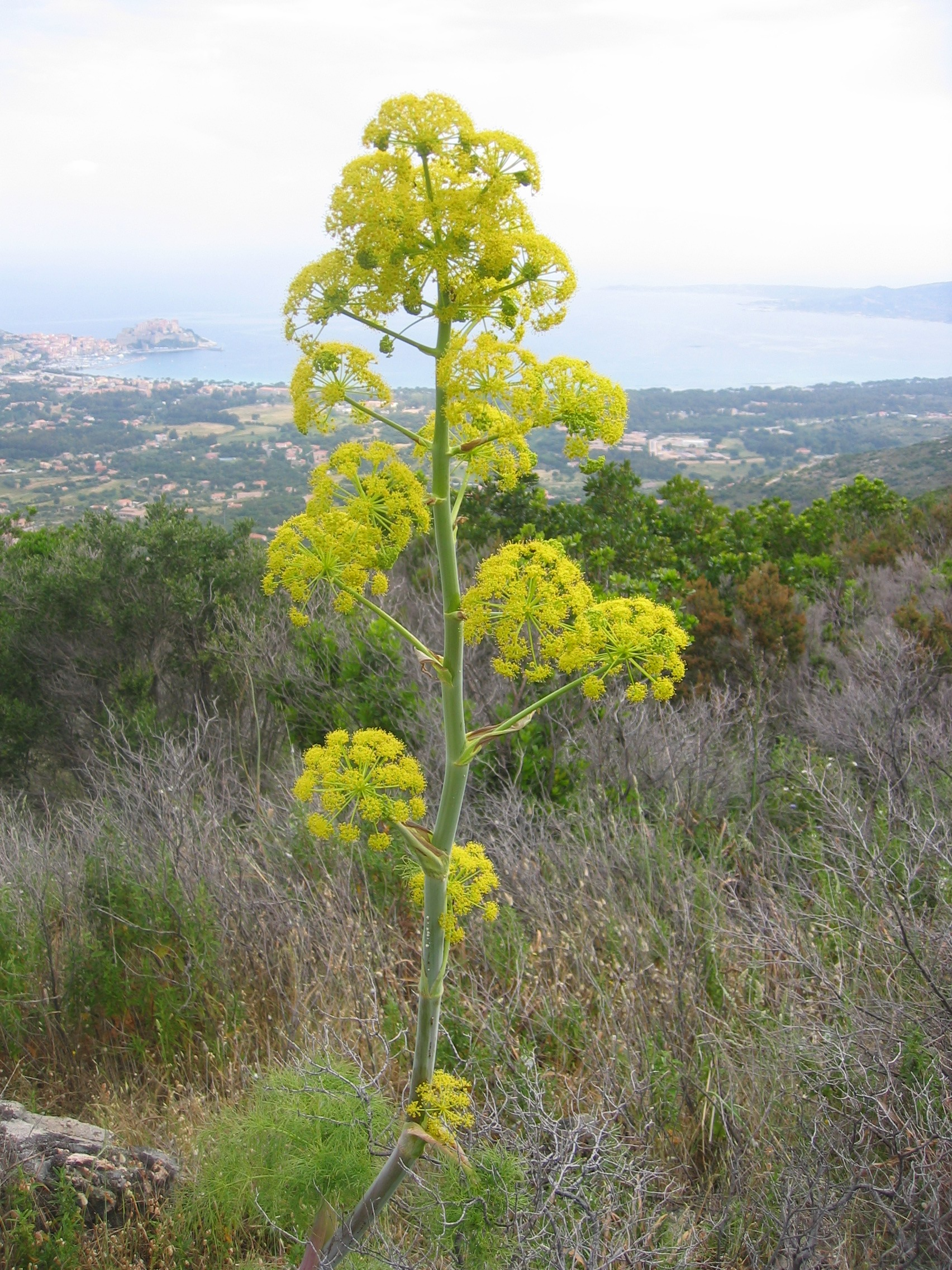
Verzweigter Gesamtblütenstand, der aus doppeldoldigigen Teilblütenständen zusammengesetzt ist, des Riesenfenchels (Ferula communis)

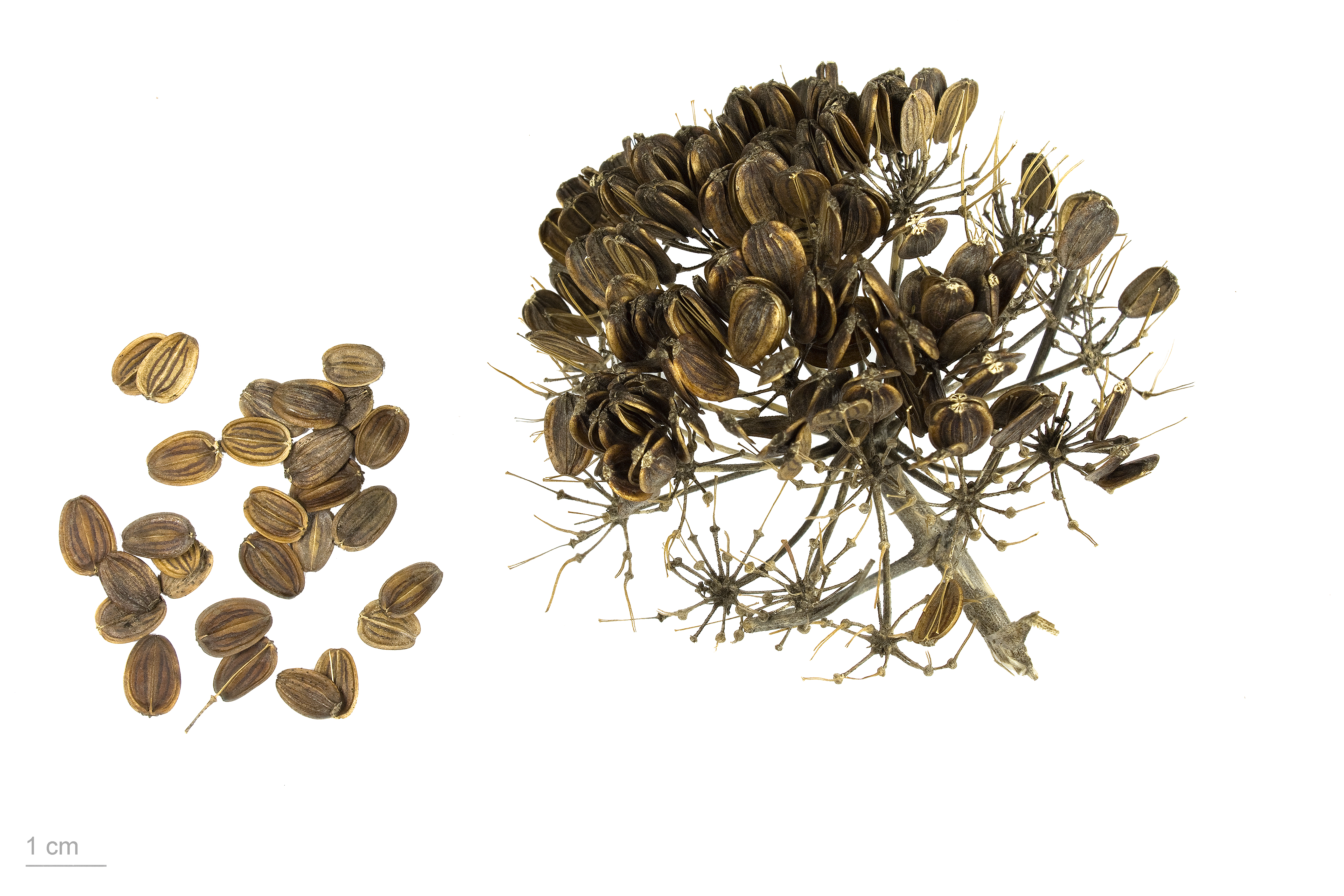
Doppelachänen des Riesenfenchels (Ferula communis)

### Erscheinungsbild und Blätter
Steckenkraut-Arten sind mehrjährige bis ausdauernde krautige Pflanzen, es finden sich sowohl hapaxanthe Arten, die nur einmal in ihrem Leben blühen, wie auch pollakanthe Arten, die jährlich Blüten tragen. Einige Arten erreichen Wuchshöhen von bis zu 4 Metern. Auffällig ist der knoblauchähnliche Geruch der meisten Arten. Alle Steckenkraut-Arten haben Pfahlwurzeln, die zumeist verholzt sind. Der Stängel ist verzweigt und an der Basis häufig mit alten Fasern aus den Blattscheiden umhüllt.
Die wechselständig angeordneten Laubblätter sind in Blattscheide, Blattstiel und Blattspreite gegliedert. Die oft breite Blattscheide umhüllt oft den Stängel; bei manchen Arten sind die Blattscheiden sehr haltbar und zerfasern. Die zusammengesetzten Blattspreiten sind zwei- bis vierfach gefiedert oder zwei- bis vierfach eingeschnitten.

### Blütenstände, Blüten und Früchte
In doppeldoldigen Blütenständen stehen viele Blüten zusammen. In der Regel sind keine Hüllblätter (Hüllchen) vorhanden, kommen aber bei einigen Arten vor.
Bei einigen Arten gibt es an einem Exemplar eingeschlechtige (rein männliche) und zwittrige Blüten. Die Blüten sind fünfzählig und radiärsymmetrisch. Die fünf Kronblätter sind gelb oder blassgelb (selten grünlich-gelb) und oval bis lanzettförmig mit einer angeschärften Spitze. Der Griffel ist konisch, zur Basis hin manchmal erweitert oder gelappt. Der unterständige Fruchtknoten ist zweikammerig.
Es werden zweiteilige Zerfallfrüchte (Doppelachänen) von elliptischer Form gebildet, bei denen die lateralen Rippen geflügelt sind. Die Samen sind abgeflacht oder leicht konkav.

## Systematik und Verbreitung
Die Gattung Ferula wurde durch Carl von Linné aufgestellt. Synonyme für Ferula L. sind Buniotrinia Stapf & Wettst., Leutea Pimenov, Merwia B.Fedtsch., Narthex Falc., Schumannia Kuntze, Scorodosma Bunge, Soranthus Ledeb., Euryangium Kauffm., Sumbulus H.Reinsch, Talassia Korovin.
Die Gattung Ferula gehört zur Subtribus Ferulinae aus der Tribus Scandiceae in der Unterfamilie Apioideae innerhalb der Familie Apiaceae.
Steckenkraut-Arten sind in Nordafrika, Zentral- und Südwestasien sowie im Mittelmeerraum verbreitet. Es gibt auch Arten im nördlichen Indien. In der Volksrepublik China kommen 26 Arten vor, sieben davon nur dort. In der Türkei kommen 20 Arten vor, elf davon nur dort. Das Zentrum der Artenvielfalt ist Zentral- sowie Südwestasien.

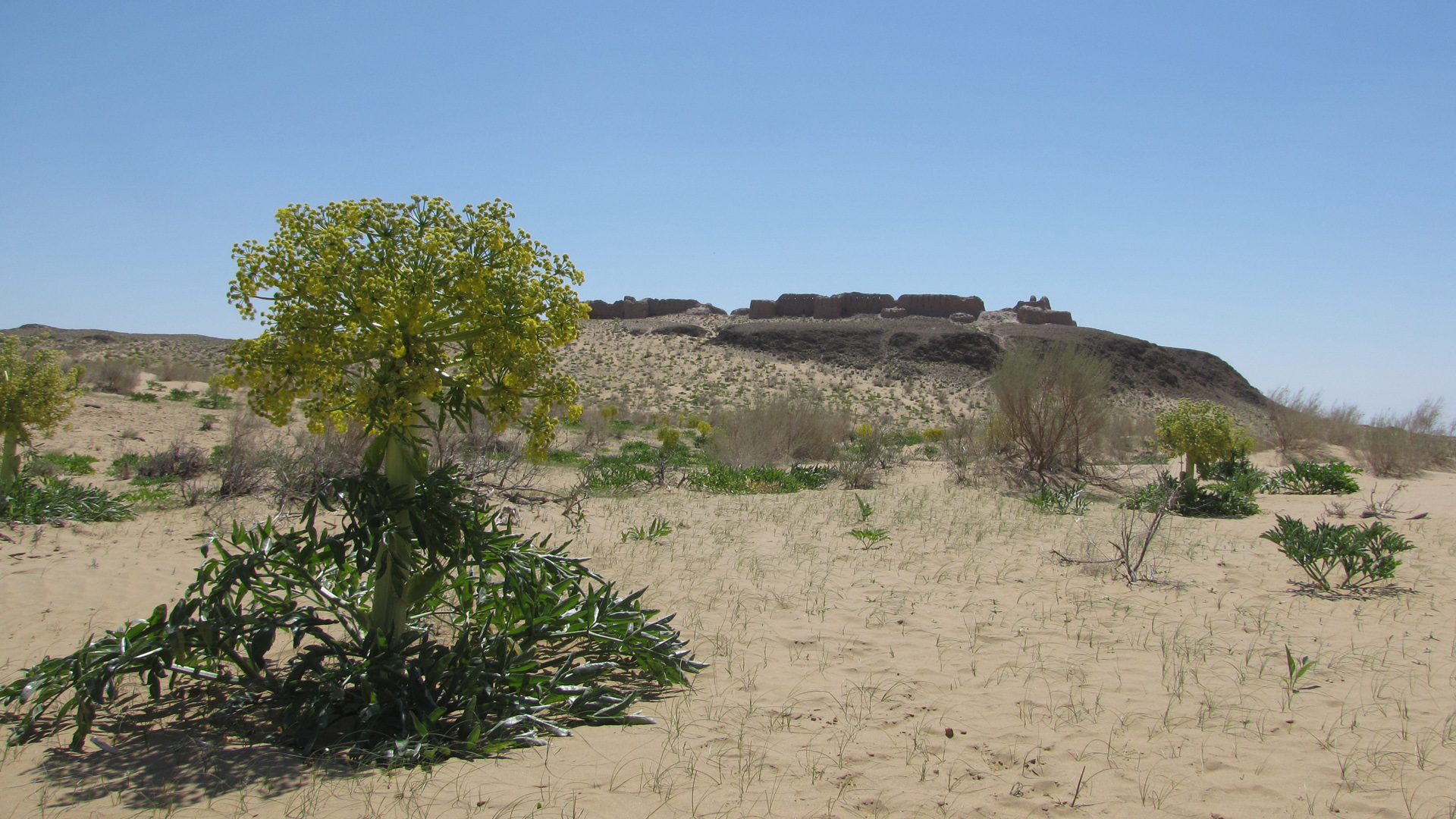
Asant (Ferula assa-foetida)

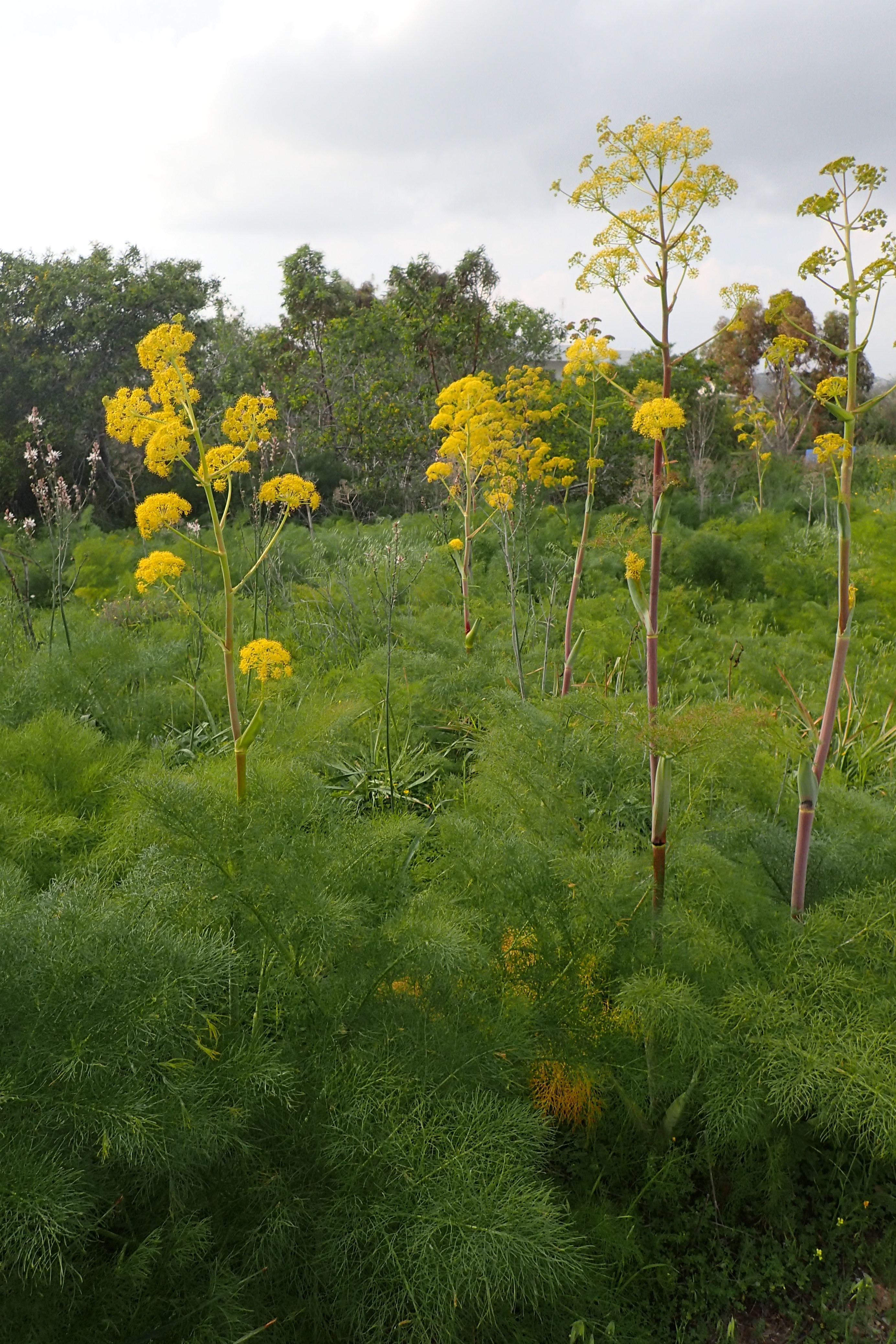
Riesenfenchel (Ferula communis)

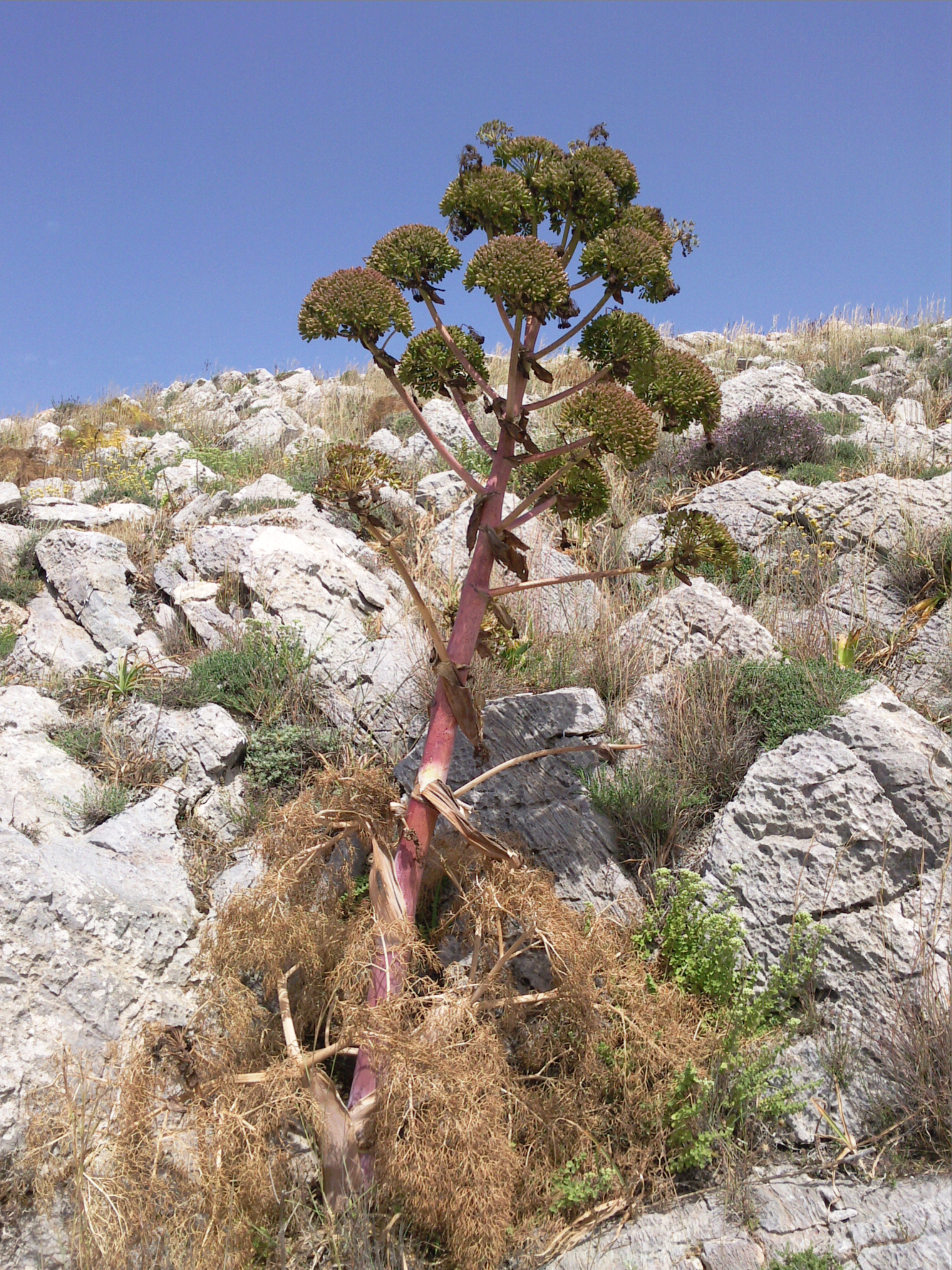
Riesenfenchel (Ferula communis), fruchtend

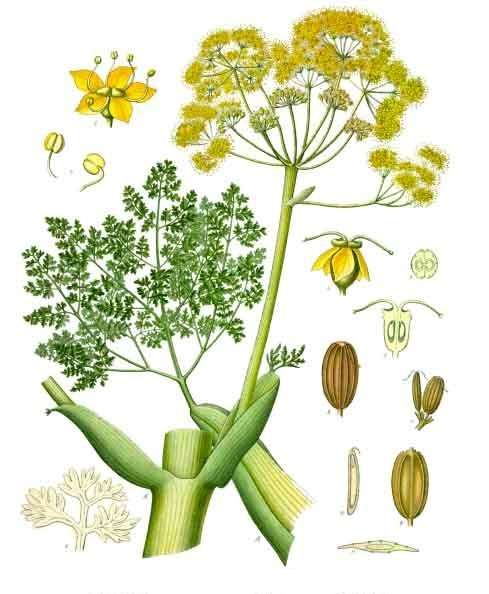
Illustration von Ferula gummosa

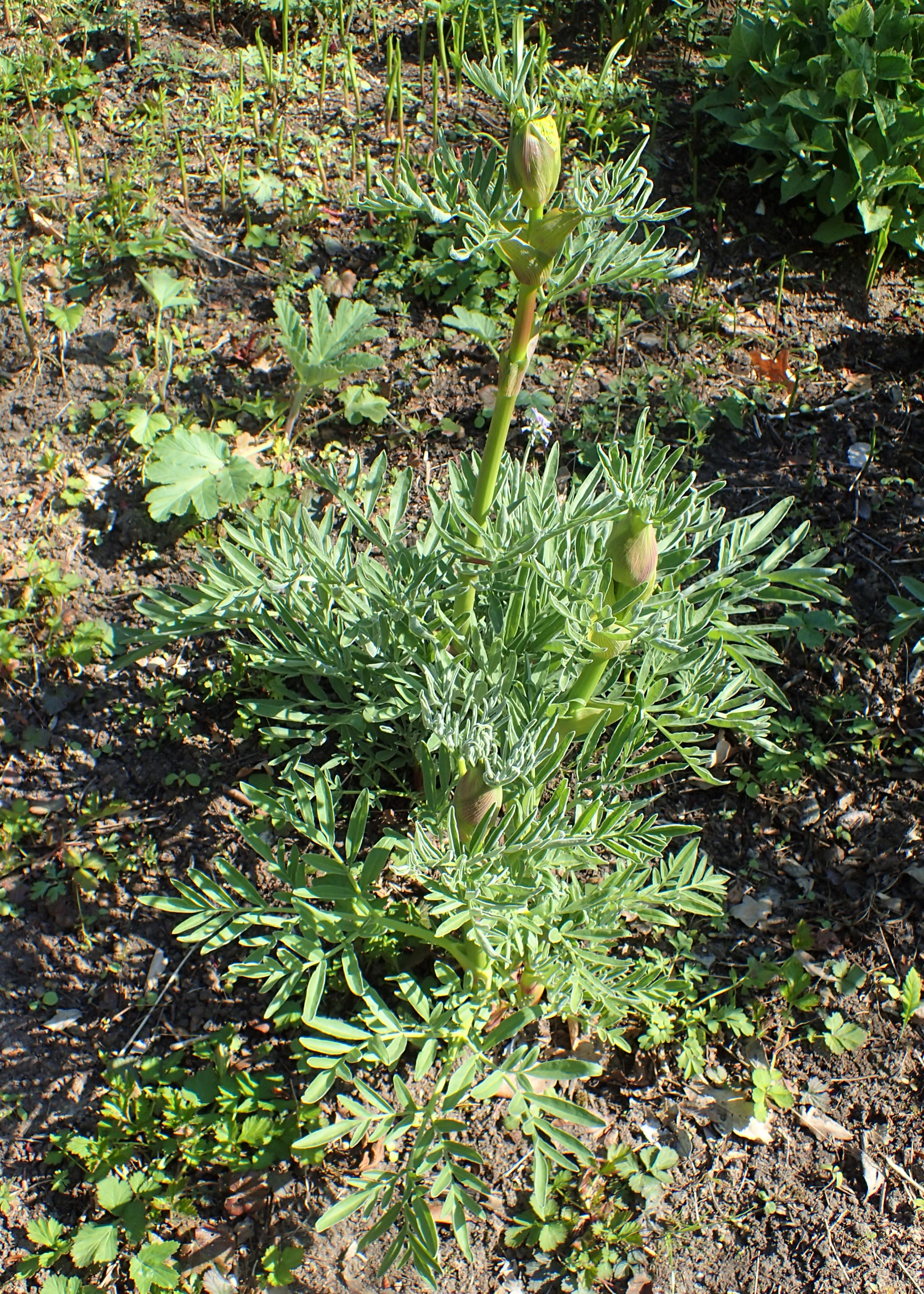
Ferula jaeschkeana

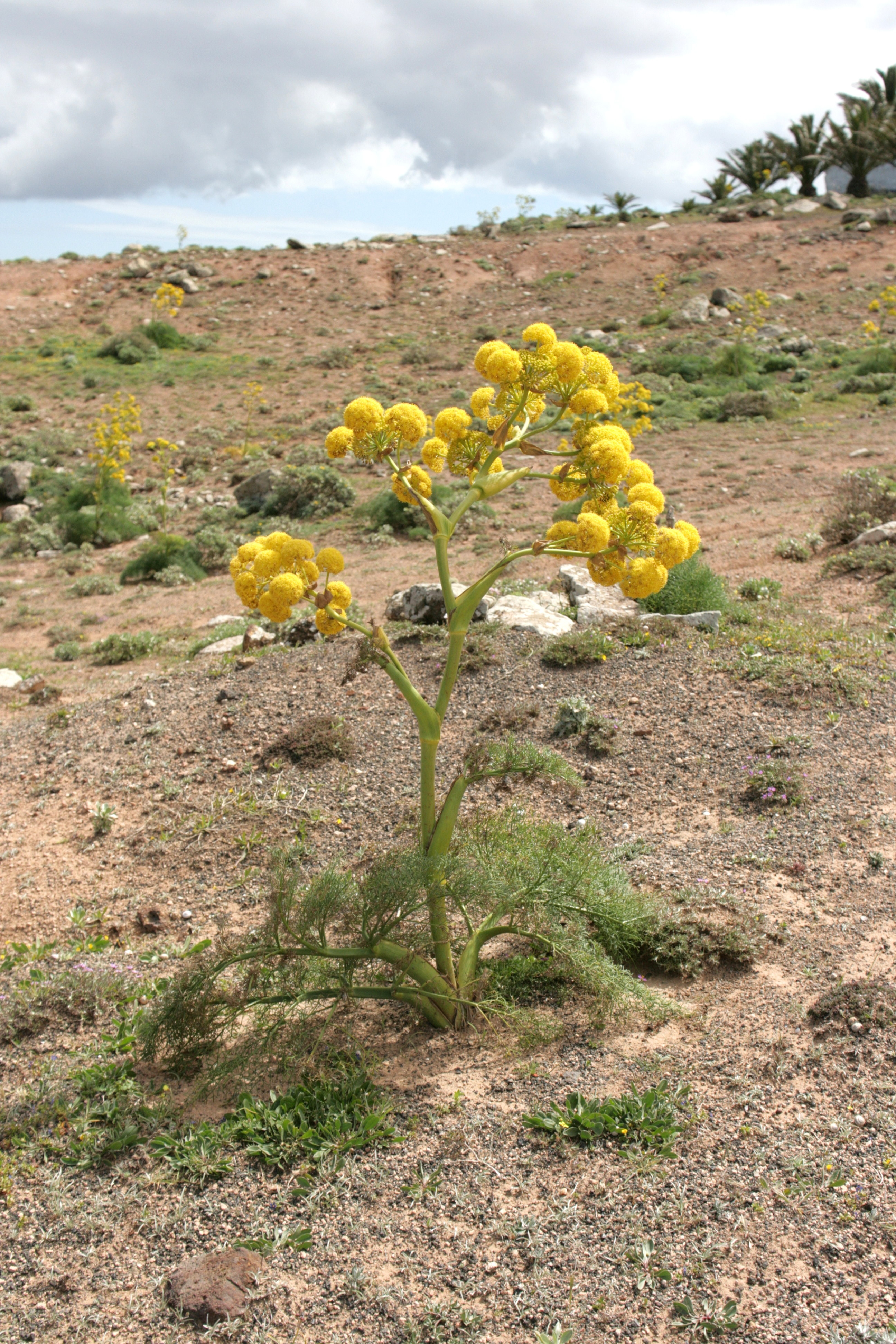
Ferula lancerotensis

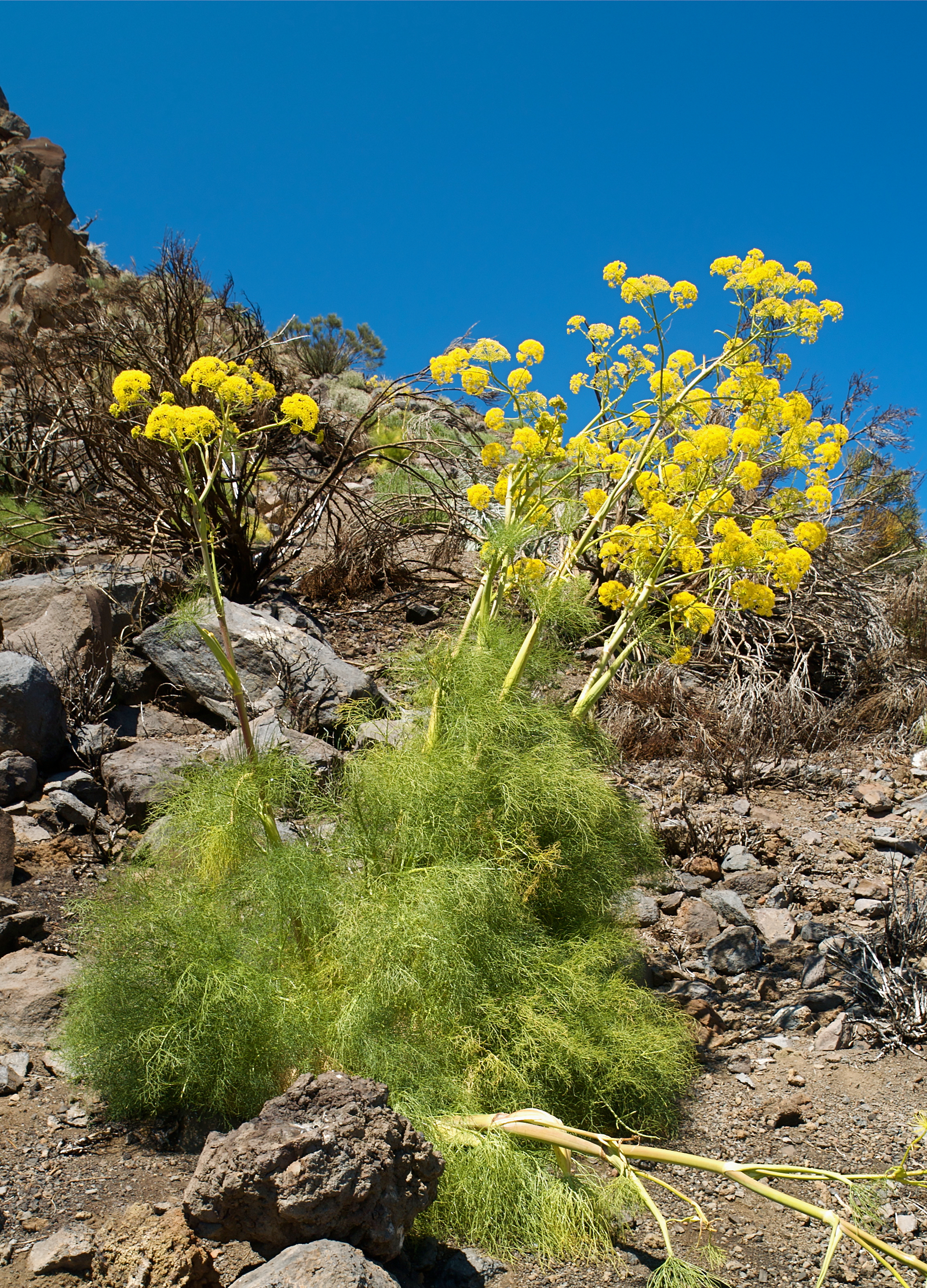
Habitus und doppeldoldige Blütenstände von Ferula linkii

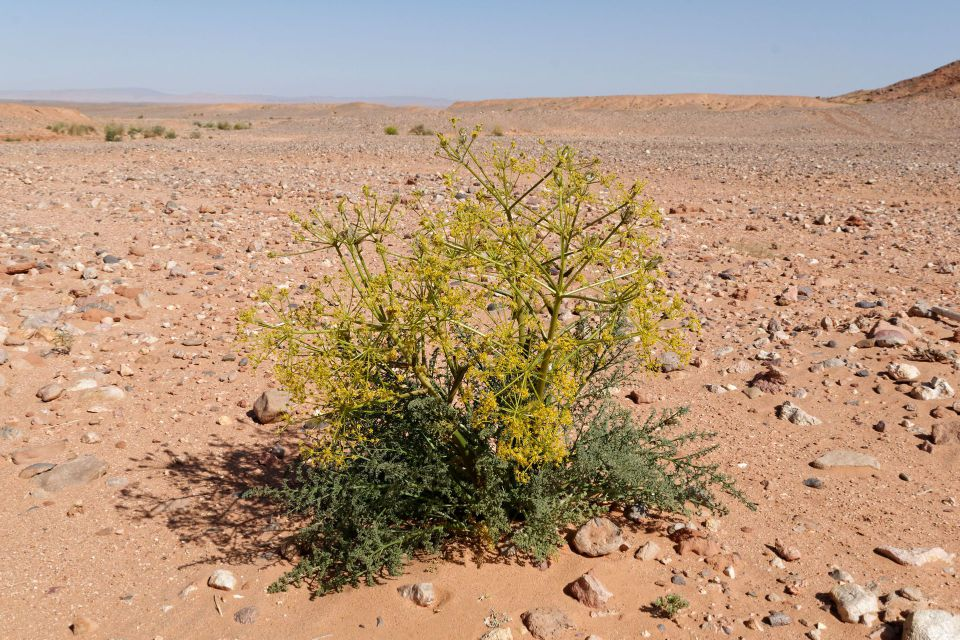
Ferula longipes

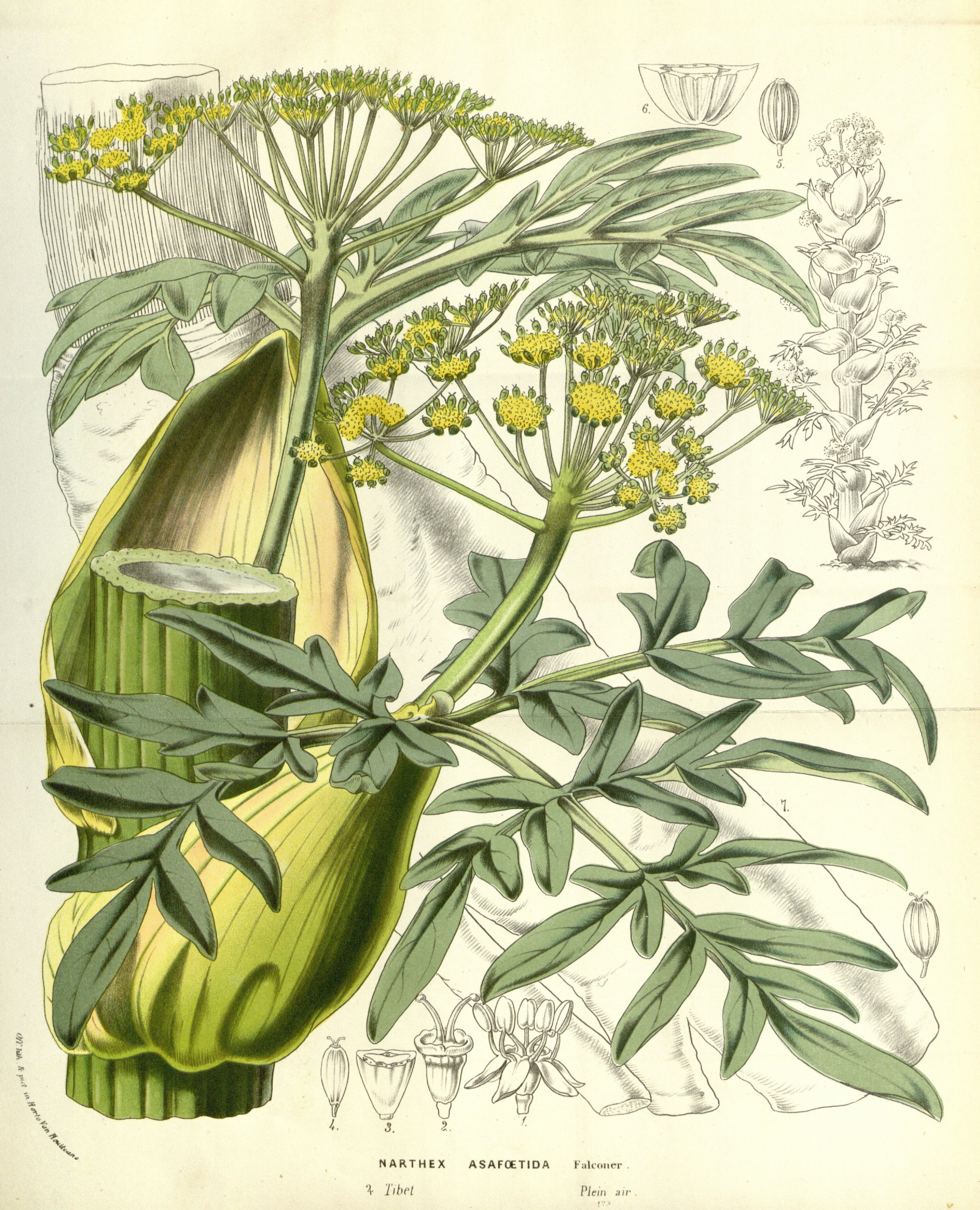
Illustration von Ferula narthex

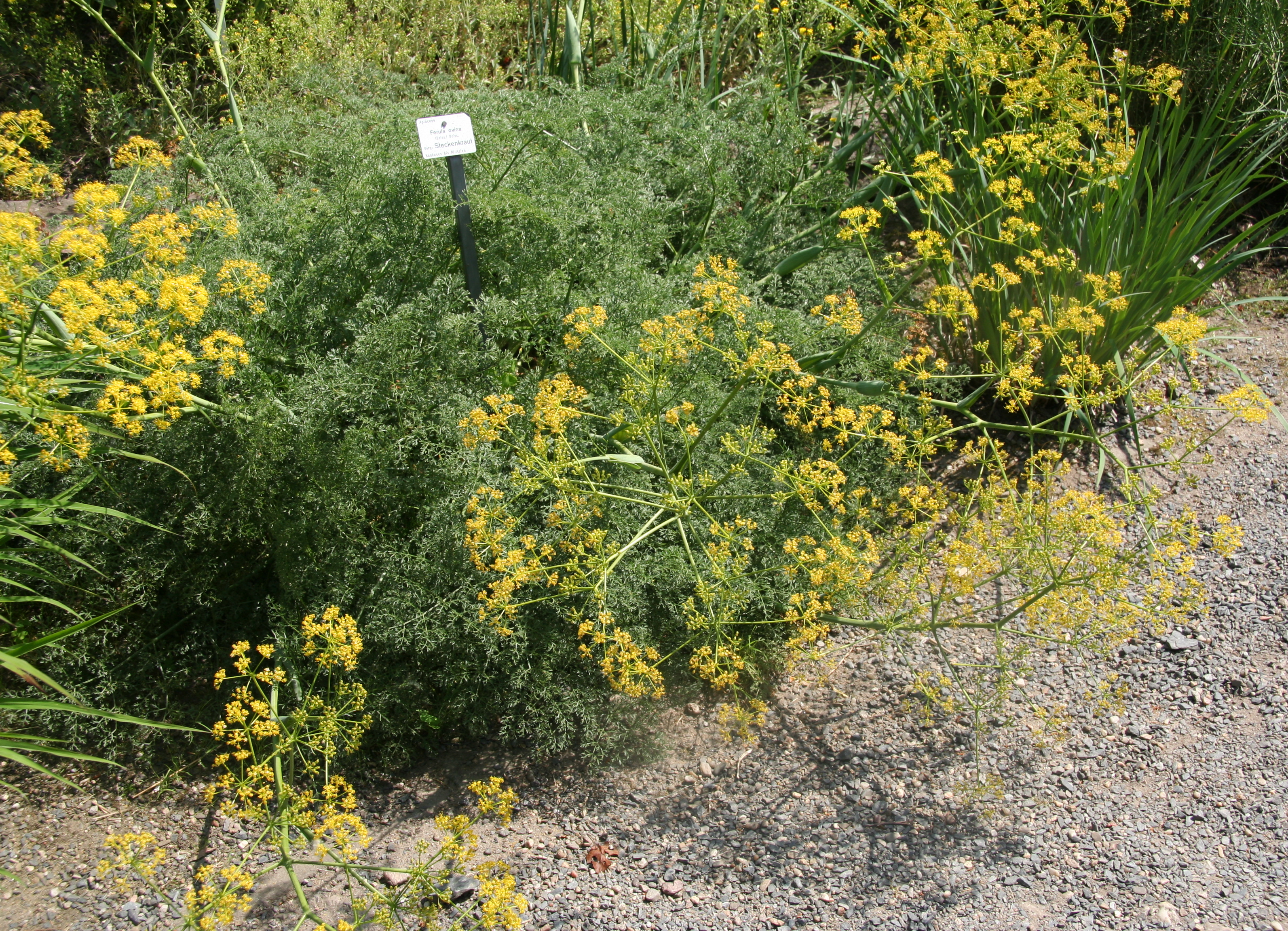
Habitus und doppeldoldige Blütenstände von Ferula ovina

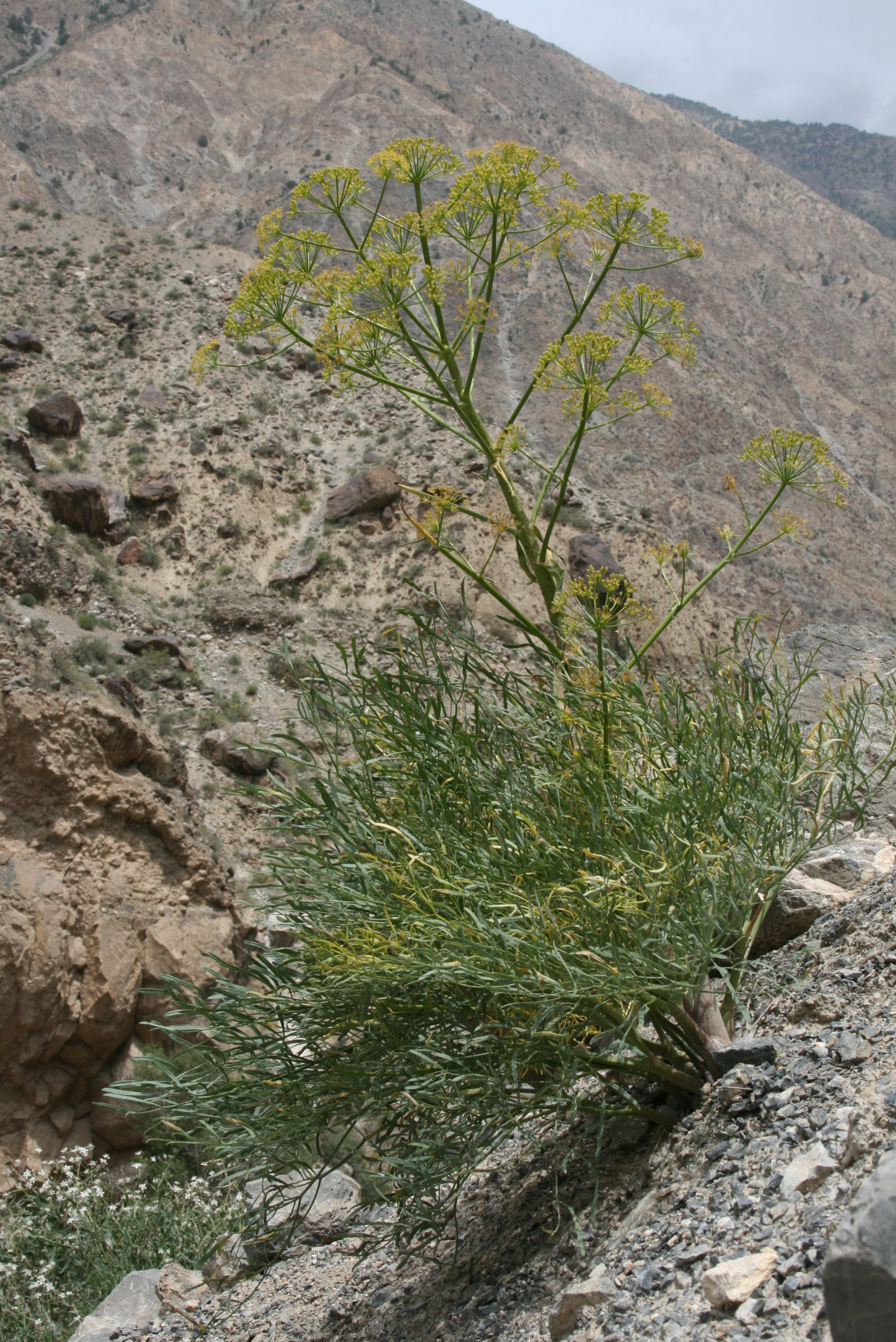
Ferula penninervis

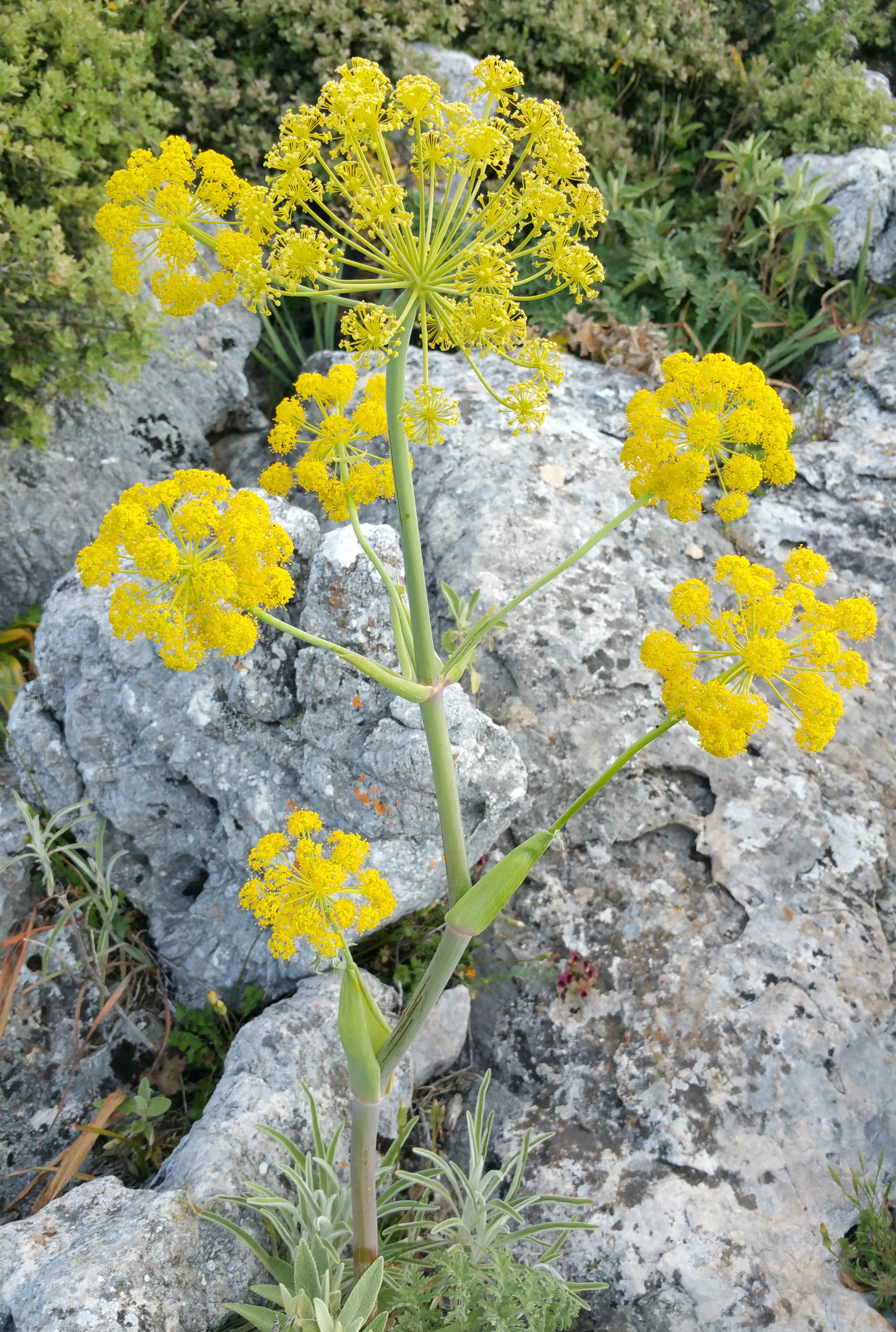
Ferula tingitana

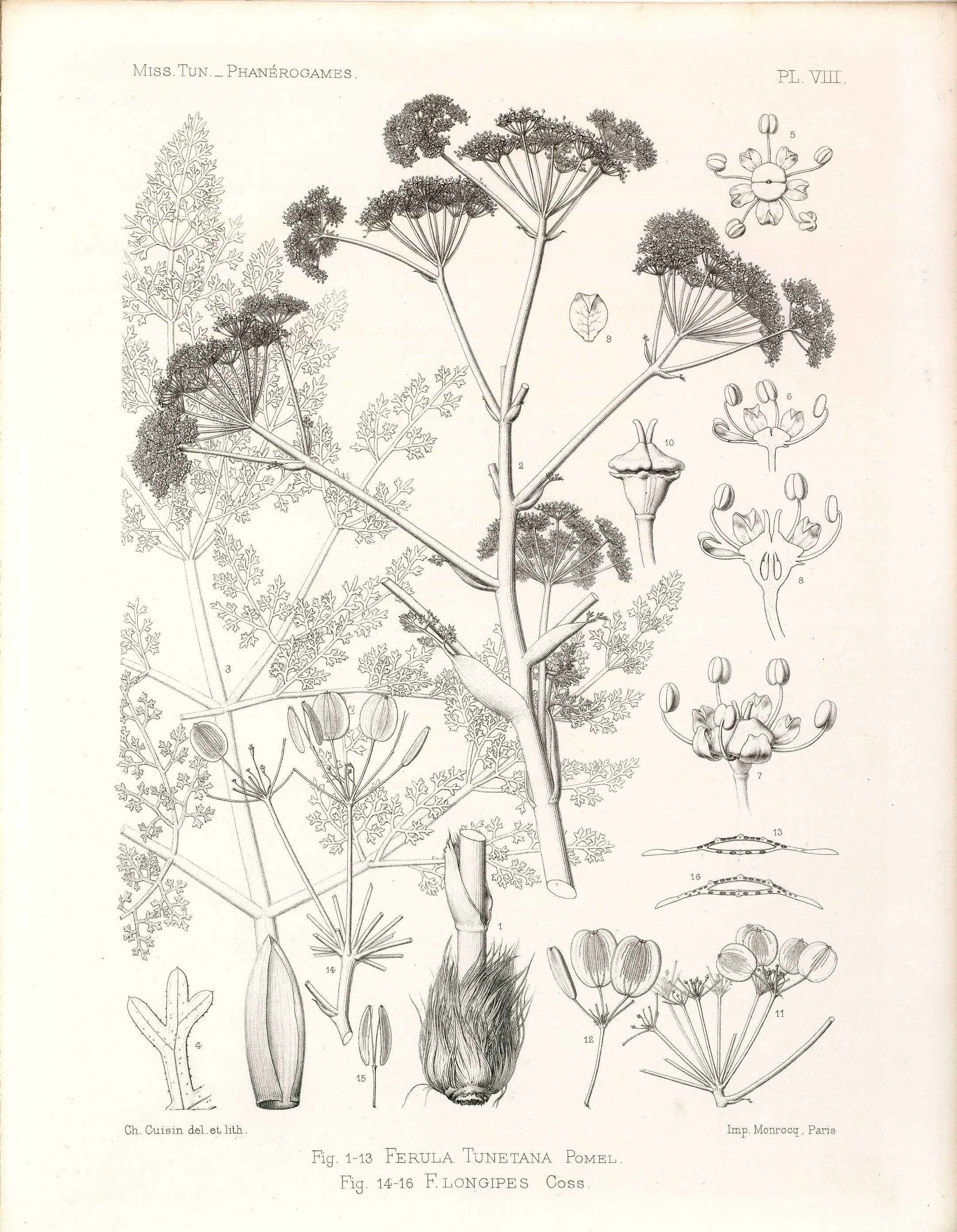
Illustration von Ferula tunetana (1–13) und Ferula longipes (14–15)

Es gibt etwa 150 bis etwa 200 Ferula-Arten:
- Ferula akitschkensis B.Fedtsch. ex Koso-Pol.: Sie kommt in Russland, Kasachstan und Kirgisistan und im nördlichen Xinjiang in Altay, Bole sowie Tacheng vor.[2]
- Ferula alaica Pimenov & Melibaev
- Ferula alliacea Boiss.
- Ferula amanicola Hub.-Mor. & Pesmen: Sie kommt in der Türkei vor.[4]
- Ferula anatolica Boiss.: Sie kommt in der Türkei vor.[4]
- Ferula angreni Korovin: Sie kommt in Usbekistan und Kirgisistan vor.[3]
- Ferula armandii Mouterde: Sie kommt nur in Syrien vor.[4]
- Ferula arrigonii Bocchieri: Dieser Endemit kommt nur auf Sardinien vor.[4]
- Asant (Ferula assa-foetida L.): Dieser Endemit kommt nur im südlichen Iran vor.[4]
- Ferula atlantica Elalaoui & Cauwet: Sie kommt nur in Marokko vor.[4]
- Ferula badrakema Koso-Pol.: Sie kommt in Iran, Afghanistan und Turkmenistan vor.[3]
- Ferula baluchistanica Kitam.
- Ferula barbeyi Post: Sie kommt nur in Syrien vor.[4]
- Ferula behboudiana (Rech. f. & Esfand.) D.F.Chamb.
- Ferula bilasi Post
- Ferula biverticellata J.Thiébaut: Sie kommt in Syrien und in Israel vor.[4]
- Ferula blanchei Boiss.: Sie kommt von Syrien bis Jordanien vor.[4]
- Ferula bolivarii Pau: Sie kommt in Marokko vor.[4]
- Ferula botschantzevii Korovin
- Ferula brevipedicellata Peșmen ex Sağıroğlu & H.Duman: Sie kommt in der Türkei vor.[4]
- Ferula bungeana Kitag.: Sie gedeiht an steinigen Hängen und an sandigen Standorten in Höhenlagen von 200 bis 2500 Metern in der Inneren Mongolei und in den chinesischen Provinzen Gansu, Hebei, Heilongjiang, Henan, Jilin, Liaoning, Ningxia, Shaanxi sowie Shanxi. Sie wird als Heilpflanze verwendet.[2]
- Ferula calcarea Pimenov
- Ferula canescens (Ledeb.) Ledeb.: Sie kommt im westlichen Sibirien, in Kirgisistan, Usbekistan und Fuyun im nördlichen Xinjiang vor.[2]
- Ferula caspica M.Bieb.: Sie ist von Südwestasien über den Kaukasusraum, die Ukraine, die Krim bis Zentralasien, Sibirien, in Kirgisistan, Usbekistan, in der westlichen Mongolei und im nördlichen Xinjiang weitverbreitet.[2][4]
- Ferula caucasica Korovin: Sie kommt in Aserbaidschan und im Kaukasusraum vor.[4]
- Ferula ceratophylla Regel & Schmalh.: Dieser Endemit kommt nur im südöstlichen Kasachstan vor.[3]
- Ferula clematidifolia Koso-Pol.
- Riesenfenchel (Ferula communis L., Syn.: Ferula meoides L.): Es gibt etwa drei Unterarten:[4]
  - Ferula communis L. subsp. communis: Sie kommt in Spanien, Italien, Frankreich, auf Korsika, Sardinien, Sizilien, in Kroatien, Albanien, Griechenland, auf Kreta, auf Inseln der Ägäis und in der europäischen sowie asiatischen Türkei vor.[4]
  - Ferula communis subsp. cardonae Sánchez-Cux. & M.Bernal: Dieser Endemit kommt nur auf Menorca vor.[4]
  - Ferula communis subsp. catalaunica (C.Vicioso) Sánchez-Cux. & M.Bernal: Sie kommt in Frankreich, auf der Iberischen Halbinsel, auf Mallorca, Menorca und Ibiza vor.[4]
- Ferula conocaula Korovin: Sie kommt nur in Kirgisistan und in Wuqia im südwestlichen Xinjiang vor. Sie wird als Substitut der Heilpflanze Ferula assa-foetida verwendet.[2]
- Ferula coskunii H.Duman & Sağıroğlu: Sie kommt in der Türkei vor.[4]
- Ferula cossoniana Batt. & Trab.: Sie kommt in Marokko, Algerien und Libyen vor.[4]
- Ferula costata Korovin ex Nasir
- Ferula cupularis (Boiss.) Spalik & S.R.Downie
- Ferula cypria Post: Dieser Endemit kommt nur auf Zypern vor.[4]
- Ferula czatkalensis Pimenov
- Ferula daninii Zohary: Sie kommt nur in Israel vor.[4]
- Ferula decurrens Korovin
- Ferula dictyocarpa Rech. f.
- Ferula dissecta (Ledeb.) Ledeb.: Sie kommt in Kasachstan, im westlichen Sibirien und im nördlichen Xinjiang nur in Altay sowie Tacheng vor.[2]
- Ferula diversivittata Regel & Schmalh.: Sie kommt im nordöstlichen Iran, in Afghanistan, Tadschikistan, Kirgisistan, Turkmenistan und Usbekistan vor.[3]
- Ferula drudeana Korovin: Sie kommt in der Türkei vor.[4]
- Ferula dshizakensis Korovin
- Ferula dubjanskyi Korovin (Syn.: Ferula dshaudshamyr Korovin): Sie kommt in Kasachstan, Usbekistan, Kirgisistan, in der westlichen Mongolei und in Altay im nördlichen Xinjiang vor.[2]
- Ferula duranii Sağıroğlu & H.Duman: Sie kommt in der Türkei vor.[4]
- Ferula elaeochytris Korovin: Sie kommt in der Türkei, in Syrien und im Libanon vor.[4]
- Ferula elbursensis (Mozaff.) Spalik & S.R.Downie
- Ferula equisetacea Koso-Pol.
- Ferula euxina Pimenov: Sie kommt in der Ukraine vor.[4]
- Ferula fedoroviorum Pimenov
- Ferula fedtschenkoana Koso-Pol.
- Ferula ferganensis Lipsky ex Korovin
- Ferula ferulaeoides (Steud.) Korovin: Sie kommt im westlichen Sibirien, in Kasachstan, Kirgisistan, Usbekistan, in der Mongolei und im nördlich-zentralen Xinjiang vor. Sie wird als Substitut der Heilpflanze Ferula assa-foetida verwendet.[2]
- Ferula flabelliloba Rech. f. & Aellen
- Ferula foetida (Bunge) Regel: Sie kommt in Iran, Afghanistan, Pakistan, Turkmenistan, Kirgisistan und Usbekistan vor.[3]
- Ferula foetidissima Regel & Schmalh.: Sie kommt in Kirgisistan und in Tadschikistan vor.[3]
- Ferula fontqueri Jury: Sie kommt nur in Marokko vor.[4]
- Ferula fukanensis K.M.Shen: Dieser Endemit gedeiht in Tälern an der Grenze der Wüste in Höhenlagen von etwa 700 Metern nur in Fukang im nördlichen-zentralen Xinjiang. Sie wird als Substitut der Heilpflanze Ferula assa-foetida verwendet.[2]
- Ferula gabriella Rech. f.: Sie kommt in Iran vor.[3]
- Ferula galbaniflua Boiss. & Buhse: Ein Lieferant von Galbanharz
- Ferula ghorana Rech. f.
- Ferula gigantea B.Fedtsch.
- Ferula glaberrima Korovin
- Ferula glabra Rech. f. & Riedl
- Ferula glauca L.: Sie kommt in Frankreich, Italien, Sizilien, Kroatien, Montenegro, Albanien, Griechenland, Kreta, auf weiteren Inseln der Ägäis und in der Türkei vor.[4]
- Ferula glaucopruinosa (Rech. f.) Akhani
- Ferula gouliminensis Elalaoui & Cauwet: Sie kommt nur in Marokko vor.[4]
- Ferula gracilis (Ledeb.) Ledeb.: Sie kommt im westlichen Sibirien und in Altay im nördlichen Xinjiang vor.[2]
- Ferula grigoriewii B.Fedtsch.
- Ferula gummosa Boiss.: Sie kommt in Iran und möglicherweise auch in Turkmenistan vor.[3]
- Ferula gypsacea Korovin
- Ferula halophila Peșmen: Sie kommt in der Türkei vor.[4]
- Ferula haussknechtii H.Wolff ex Rech. f.[4]
- Ferula hedgeana Pimenov & Kljuykov
- Ferula heratensis Rech. f.
- Ferula hermonis Boiss.: Sie kommt im Libanon und in Syrien vor.[3]
- Ferula heuffelii Griseb. ex Heuff.: Sie kommt in Kroatien, Serbien, Bulgarien und Rumänien vor.[4]
- Ferula hexiensis K.M.Shen: Dieser Endemit gedeiht an feuchten Standorten an Berghängen nur in Sunan im nördlichen Gansu.[2]
- Ferula hezarlalehzarica Ajani
- Ferula hindukushensis Kitam.
- Ferula huber-morathii Peșmen[4]
- Ferula iliensis Krasn. ex Korovin: Sie kommt nur in Kasachstan vor.[3]
- Ferula inciso-serrata Pimenov & J.V.Baranova
- Ferula jaeschkeana Vatke: Sie ist in Zentralasien (Kirgisistan, Tadschikistan[3]), Afghanistan, Bhutan, im nordöstlichen Indien, im westlichen Pakistan und im westlichen Tibet (nur in Ngari, Zanda) verbreitet.[2]
- Ferula juniperina Forovin
- Ferula kandaharica Rech. f.
- Ferula karakalensis Korovin
- Ferula karatavica Regel & Schmalh.: Sie kommt im südöstlichen Kasachstan, in Kirgisistan und Tadschikistan[3] im Altai, Pamir sowie Tian Shan und in Xinyuan im westlichen Xinjiang vor.[2]
- Ferula karataviensis (Regel & Schmalh.) Korovin ex Pavlov: sie kommt in Zentralasien im Altai, Pamir, Tian Shan und im Xinyuan im westlichen Xinjiang vor.[2]
- Ferula karategina Lipsky ex Korovin
- Ferula karelinii Bunge (Syn.: Schumannia karelinii (Bunge) Korovin, bei FOC 2005 ist dies die einzige Art der Gattung Schumannia Kuntze [2]): Sie kommt in Iran, Afghanistan, Pakistan, Kasachstan, Turkmenistan, Usbekistan und in Xinjiang vor.[3]
- Ferula kashanica Rech. f.
- Ferula kelifi Korovin
- Ferula kelleri Koso-Pol.
- Ferula kingdon-wardii H.Wolff: Dieser Endemit gedeiht in Lücken zwischen Steinen an Grashängen in Höhenlagen von 2700 bis 3300 Metern nur im nordwestlichen Yunnan.[2]
- Ferula kirialovii Pimenov: Sie gedeiht nur im Tian Shan in Xinjiang, in Kasachstan sowie Kirgisistan[3].[2]
- Ferula kokanica Regel & Schmalh.
- Ferula korshinskyi Korovin
- Ferula koso-poljanskyi Korovin
- Ferula krylovii Korovin: Sie kommt im westlichen Sibirien, in Zentralasien und in Toli im nordwestlichen Xinjiang vor.[2]
- Ferula kuhistanica Korovin: Sie kommt in Kasachstan und Kirgisistan vor.[3]
- Ferula kyzylkumica Korovin
- Ferula lancerotensis Parl. ex G.Hartung: Sie kommt nur auf den Inseln Lanzarote und Fuerteventura vor.[4]
- Ferula lapidosa Korovin: Sie kommt nur in Kirgisistan und in Qapqal im westlichen Xinjiang vor.[2]
- Ferula laseroides (Akhani) Spalik & S.R.Downie
- Ferula latiloba Korovin
- Ferula latipinna A.Santos: Sie kommt nur auf den Inseln La Palma und auf Gomera vor.[4]
- Ferula latisecta Rech. f. & Aellen
- Ferula lehmannii Boiss.: Sie kommt in Iran, Zentralasien in Kasachstan, Kirgisistan sowie Usbekistan, Afghanistan, im westlichen Pakistan und in Manas im nördlichen-zentralen Xinjiang vor.[2]
- Ferula leiophylla Korovin
- Ferula leucographa Korovin
- Ferula licentiana Hand.-Mazz.: Die zwei Unterarten kommen in den chinesischen Provinzen östliches-zentrales Anhui, nördliches Henan, nordwestliches Jiangsu, südliches Shaanxi, westliches Shandong sowie östliches Shanxi vor.[2]
- Ferula linczevskii Korovin
- Ferula linkii Webb: Sie kommt auf den Kanarischen Inseln Teneriffa, Gran Canaria, La Palma, Gomera, Fuerteventura und Hierro vor.[4]
- Ferula lipskyi Korovin
- Ferula lithophila Pimenov
- Ferula litwinowiana Koso-Pol.: Sie kommt in Kasachstan, Turkmenistan und Usbekistan vor.[3]
- Ferula longipedunculata Peșmen: Sie kommt in der Türkei vor.[4]
- Ferula longipes Coss. ex Bonnier & Maury
- Ferula loscosii (Lange) Willk.: Sie kommt in Spanien vor.[4]
- Ferula lutensis Rech. f.
- Ferula lycia Boiss.: Sie kommt in der Türkei vor.[4]
- Ferula macrocolea Boiss.
- Ferula malacophylla Pimenov & J.V.Baranova[4]
- Ferula marmarica Asch. & Taub. ex Asch. & Schweinf.: Sie kommt in Libyen und in Ägypten vor.[4]
- Ferula mervynii Sağıroğlu & H.Duman: Sie kommt in der Türkei vor.[4]
- Ferula microcolea (Boiss.) Boiss.
- Ferula mogoltavica Lipsky ex Korovin
- Ferula mollis Korovin
- Ferula mongolica (V.MVinogr. & Kamelin) V.M.Vinogr. & Kamelin
- Ferula moschata (H.Reinsch) Koso-Pol. (Syn.: Euryangium sumbul Kauffm. Ferula sumbul (Kauffm.) Hook. f., Ferula urceolata Korovin, Peucedanum sumbul (Kauffm.) Baill., Sumbulus moschatus H.Reinsch): Sie kommt in Kirgisistan, Tadschikistan und in Zhaosu im westlichen Xinjiang vor.[2] Beispielsweise aus dieser Art wird Sumbulwurzel oder Moschuswurzel gewonnen.
- Ferula myrioloba Rech. f.
- Ferula narthex Boiss.: Sie kommt in Indien, Pakistan und Afghanistan vor.[3]
- Ferula negevensis Zohary[4]
- Ferula nevskii Korovin
- Ferula nuda Spreng.[4]
- Ferula nuratavica Pimenov
- Ferula nuristanica Rech. f.
- Ferula olivacea (Diels) H.Wolff: Dieser Endemit gedeiht nur in Höhenlagen von 3300 bis 3800 Metern in Lijiang im nordwestlichen Yunnan.[2]
- Ferula oopoda (Boiss. & Buhse) Boiss.: Sie kommt in Iran, Afghanistan, im nördlichen Irak, in Pakistan, im südlichen Turkmenistan und in Armenien vor.[3]
- Ferula orbicularis Post ex Beauverd & Zohary
- Ferula orientalis L.: Sie kommt im südöstlichen Bulgarien, in der Ukraine, in der östlichen Türkei, im nördlichen Irak, im westlichen Iran und in Aserbaidschan vor.[3]
- Ferula ovczinnikovii Pimenov
- Ferula ovina (Boiss.) Boiss.: Sie kommt in Iran, Afghanistan, Pakistan, Kasachstan, Turkmenistan, Tadschikistan, Kirgisistan und im nördlichen Xinjiang nur im Altay sowie Tacheng vor.[3][2]
- Ferula pachycaulos Rech. f.
- Ferula pachyphylla Korovin
- Ferula pallida Korovin
- Ferula palmyrensis Post & Beauverd
- Ferula parva Freyn & Bornm.: Sie kommt in der Türkei vor.[4]
- Ferula penninervis Regel & Schmalh.: Sie kommt in Kirgisistan und in Turkmenistan vor.[3]
- Ferula persica Willd.[4] Vor allem von dieser Art wurde das serapinum (auch sagapenum[6] und seraphin) genannte Harz (Serapinharz) gewonnen.[7][8] Sie kommt in Iran, Aserbaidschan und Armenien vor.[3]
- Ferula pimenovii Lazkov
- Ferula plurivittata Korovin
- Ferula potaninii Korovin ex Pavlov
- Ferula prangifolia Korovin: Sie kommt nur im östlichen Usbekistan vor.[3]
- Ferula pratovii F.O.Khasanov & I.I.Mal'tsev
- Ferula pseudalliacea Rech. f.: Sie kommt in Iran vor.[3]
- Ferula racemosoumbellata (Gilli) Rech. f.
- Ferula rechingeri D.F.Chamb.
- Ferula renardii (Regel & Schmalh.) Pimenov
- Ferula rigidula Fisch. ex DC.[4]
- Ferula rubricaulis Boiss.
- Ferula rubroarenosa Korovin
- Ferula rutbaensis C.C.Towns.
- Ferula sadleriana Ledeb.: Sie kommt in Ungarn, in der Slowakei und in Rumänien vor.[4]
- Ferula samariae Zohary & P.H.Davis
- Ferula samarkandica Korovin
- Ferula sauvagei Elalaoui & Cauwet: Sie kommt nur in Marokko vor.[4]
- Ferula schtschurowskiana Regel & Schmalh.
- Ferula seravschanica Pimenov & J.V.Baranova
- Ferula serpentinica Rech. f.
- Ferula sharifii Rech. f. & Esfand.
- Ferula sibirica Willd.[4]
- Ferula sinaica Boiss.[4]
- Ferula sinkiangensis K.M.Shen: Dieser Endemit gedeiht in steinigen Wüstengebieten in Höhenlagen von 800 bis 900 Metern nur in Yining im westlichen Xinjiang.[2]
- Ferula sjugatensis Bjat.
- Ferula soongarica Pall. ex Schult.: Sie kommt in Kasachstan, im westlichen Sibirien und im nördlichen Xinjiang nur im Altay sowie Tacheng vor.[2]
- Ferula sphenobasis C.C.Towns.
- Ferula stenocarpa Boiss. & Hausskn.
- Ferula stenoloba Rech. f.
- Ferula stewartiana O.E.Schulz
- Ferula subtilis Korovin
- Ferula sugatensis Bajtenov
- Ferula syreitschikowii Koso-Pol.: Sie kommt in Kirgisistan, Usbekistan und nördlichen Xinjiang vor.[2]
- Ferula szowitsiana DC.: Sie kommt in Iran, in der Türkei, in Afghanistan, in Turkmenistan und in Armenien vor.[3]
- Ferula tabasensis Rech. f.
- Ferula tadshikorum Pimenov
- Ferula tatarica Fisch. ex Spreng.[4]
- Ferula taucumica Baitenov
- Ferula tenuisecta Korovin
- Ferula tenuissima Hub.-Mor. & Pesmen: Sie kommt in der Türkei vor.[4]
- Ferula teterrima Kar. & Kir.: Sie kommt in Russland, Kasachstan und in Ili im nördlichen Xinjiang vor.[2]
- Ferula thomsonii C.B.Clarke
- Ferula tingitana L.: Sie kommt in Marokko, Algerien, Tunesien, Libyen, Portugal, Spanien, Gibraltar, auf Inseln der Ägäis, in der Türkei, Syrien, Jordanien und Israel vor.[4]
- Ferula trachelocarpa Rech. f.: Sie wurde aus Afghanistan erstbeschrieben.
- Ferula trachyphylla Rech. f. & Riedl: Sie wurde aus Afghanistan erstbeschrieben.
- Ferula transiliensis (Herder) Pimenov
- Ferula tschimganica Lipsky ex Korovin
- Ferula tschuiliensis Bajtenov
- Ferula tuberifera Korovin
- Ferula tunetana Pomel ex Batt.: Sie kommt nur in Tunesien vor.[4]
- Ferula ugamica Korovin: Sie kommt in Kirgisistan und im östlichen Usbekistan vor.[3]
- Ferula varia (Schrenk) Trautv.: Sie kommt in Kasachstan und in Kirgisistan vor.[3]
- Ferula vesceritensis Coss. & Durieu ex Trab.: Sie kommt in Algerien und in Tunesien vor.[4]
- Ferula vicaria Korovin
- Ferula violacea Korovin
- Ferula xanthocarpa Rech. f.
- Ferula xeromorpha Korovin
- Ferula xylorhachis Rech. f.

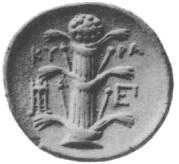
Silphium auf einer Münze von Kyrene

- Silphium, eine in Libyen vorkommende Pflanze, war vermutlich eine Art der Gattung Ferula (Ferula historica). Sie ist wohl ausgestorben.

## Nutzung
Ferula persica liefert das Serapinharz, ein Gummiharz, wobei (gemäß Tschirch und Flückiger) bis ins 19. Jahrhundert wohl auch andere persische Ferula-Arten wie Ferula szowitsiana als Lieferanten für die auch Sagapenum genannte Arzneidroge in Frage kommen. Aus Ferulastäben wurden auf Sizilien früher Bienenwohnungen hergestellt.

## Weiterführende Literatur
- Marcin Piwczyński, Dominika WyborskaJoanna Gołębiewska, Radosław Puchałka: Phylogenetic positions of seven poorly known species of Ferula (Apiaceae) with remarks on the phylogenetic utility of the plastid trnH-psbA , trnS-trnG , and atpB-rbcL intergenic spacers. In: Systematics and Biodiversity, März 2018. doi:10.1080/14772000.2018.1442374

- Karte mit allen verlinkten Seiten:
- OSM |
- WikiMap